# 9493 Enescu
9493 Enescu è un asteroide della fascia principale. Scoperto nel 1971, presenta un'orbita caratterizzata da un semiasse maggiore pari a 2,5906031 UA e da un'eccentricità di 0,1674440, inclinata di 7,33223° rispetto all'eclittica.
L'oggetto celeste è dedicato all'omonimo memorabile violinista, pianista e compositore George Enescu.